# Ličko-senjska županija
Ličko-senjska županija najveća je hrvatska županija, koja se prostire na 5353 km2 i obuhvaća 9,46 % teritorija Republike Hrvatske. Administrativno sjedište i najveći grad županije je Gospić. Prema popisu stanovništva iz 2021. u Ličko-senjskoj županiji živi 42 748 stanovnika.

## Zemljopis
Uz velebitsko zaleđe koje zauzima 80 % prostora, županiju čini njegovo senjsko i karlobaško priobalje sa 17,65 % ukupne županijske površine, te sjeverozapdni dio otoka Paga s 1,74 % županijskog teritorija. Županiji pripada i dio teritorijalnog mora površine 596,63 km² ili 1,9 % hrvatskog morskog akvatorija. U dužini od 100,16 km županija graniči s Bosnom i Hercegovinom što predstavlja 4,9 % državne kopnene granice.

### Reljef
Ličko-senjska županija gotovo se svojom cijelom površinom nalazi u gorskoj Hrvatskoj, u reljefno najvišem i najraščlanjnenijem dijelu Hrvatske. To je gorski prostor Dinarida.
U geološkom sastavu prevladavaju karbonatne naslage (vapnenci, dolomiti, breče) mezojoske starosti i paleogenske breče. Uz dna zavala, polja u kršu, vežu se naslage kvartarne starosti riječnog, padinskog i ledenjačkog podrijetla.

### Klima
Kontinentalni dio – klima oštra s relativno kratkim vegetacijskim periodom. Srednja siječanska temperatura naglo opada od morske obale prema grebenu Velebita i predgorju Velike Kapele, tako da su izoterme od –2 °C do –5 °C. Dio zaravni i polja ima srednju siječansku temperaturu od oko –2 °C, a planine od –4 °C do –5 °C. 5 mjeseci godišnje minimalna temperatura se spušta ispod 0 °C. Snježni pokrivač bude visok do 3 m, a zadržava se oko 4 mjeseca. U srpnju u zaravnima srednja temperatura je 18 °C, a opada s povišenjem reljefa, tako da najviši planinski dijelovi imaju temperaturu od 12 °C – 14 °C. Godišnja amplituda temperatura iznosi malo više od 19 °C u višem dijelu, a u nižem više od 20 °C. U Gospiću srednja temperatura u siječnju iznosi –1,9 °C. Apsolutne maksimalne temperature najviše su u dnu polja u kršu i u dolinama, one mogu biti vrlo visoke – do 35 °C.

### Otoci
Pag
- površina 284,56 km2
- najviši vrh Sv. Vid 349 m
- dug 59 km
- širok 9,5 km
- submediteranska klima
- temperatura u siječnju oko 6 °C, a u srpnju 24 °C
- godišnja količina oborina 900 – 1000 mm.

### Najviši planinski vrhovi
- Velebit – Vaganski vrh 1757 m
- Velebit – Sveto brdo 1753 m
- Velebit – Visočica 1619m
- Velebit – Ljubičko brdo 1320 m
- Velebit – Sadikovac 1286 m
- Velebit – Kiza 1278 m
- Velebit – Bačić kuk 1306 m
- Velebit – Šatorina 1624 m
- Velebit – Veliki Zavižan 1676 m
- Plješivica – Ozeblin 1657 m
- Plješivica – Kremen
- Plješivica – Gola Plješivica
- Mala Kapela – Seliški vrh
- Lisina – Stipanov Grič 1233 m

### Rijeke i jezera
Vode na području Ličko-senjske županije pripadaju jadranskom i crnomorskom slivu.
Jadranskom slivu pripada prirodni tok rijeke Like koji je bio dug 78 km, po čemu je, poslije Trebišnjice, bila najdulja ponornica u Europi i čije porječje obuhvaća 1570 km2. Lika izvire u podnožju Velebita u južnom dijelu Ličkog polja na 596 m nadmorske visine, a njen prirodni tok završavao je u Lipovom polju. Izgradnjom brane Selište voda rijeke Like skrenuta je kroz tunel dug 10,5 km u rijeku Gacku gdje se onda vode do Hidroelektrane Senj.
Rijeka Gacka (61 km) koja izvire u jugoistočnom dijelu Gackog polja na 457 m nadmorske visine i čije porječje obuhvaća između 400 i 600 km2 najvećim se dijelom prihranjuje podzemnim putem. Glavnina vode dolazi iz izvorišnog dijela kojeg čine: Veliko i Malo Tonkovića vrilo, Klanac i Majerovo vrilo. U mjestu Vivoze rijeka Gacka račva se na južni krak koji vodi do čvorišta Šumećica, te na sjeverni krak koji prolazi kroz Otočac.
Vodni tokovi jugoistočnog dijela Ličko-senjske županije (općina Lovinac) pripadaju također Jadranskom slivu.
Obesnica, Kruščica (3,9 km2) i Holjevac u prirodnim su uvjetima ponornice koje ispod Velebita napjaju vrulje i izvore u podvelebitskom kanalu i u njegovu priobalju. Izgradnjom akumulacija Opsenica i Štikada međusobno su povezane kanalom i dovedene u akumulaciju Štikada. Vode Ričice ponornim sustavom ispod Velebita jednim dijelom završavaju u rijeci Zrmanji ili napajaju izvore u njenoj neposrednoj blizini, dok se drugim dijelom putem hidroenergetskog sustava RHE Velebit direktno upuštaju u rijeku Zrimanju.
Crnomorskom slivu pripada čitavi krbavski prostor, gornjokotarska dolina s Plitvičkim jezerima (2,0 km²), te ličko Pounje. Rijeka Una desni je pritok rijeke Save dug 207 km. Izvire na sjeveroistočnoj strani Stražbenice. S područja ličkog Pounja nema značajnih pritoka.
Rijeka Krbava je ponornica duga 20 km. Izvire u jugoistočnom dijelu Krbavskog polja u blizini sela Visuć, teče prema sjeverozapadu i ponire uz rub središnjeg dileja polja, a ljeti često presuši.
Krbavica je rijeka ponornica u krbavskom polju duga 13,5 km. Izvire iz Dragaševa vrela na sjeverozapadnom rubu polja, teče prema jugoistoku i ponire u ponoru Vidrovcu južno od sela Debelo Brdo.
Korana je duga 134,2 km i izvire iz Plitvičkih jezera. Kroz Ličko-senjsku županiju teče od mjesta Rastovača do mjesta Sadilovca u općini Plitvička Jezera.
Novčica je duga 29 km, ima površinu porječja od 164,8 km2 i izvire na istočnim padinama Velebita na 1286 m nadmorske visine.
- Prošćansko jezero (68 ha, nadm. vis. 639m, dubina 37m)
- Ciginovac (7,5 ha, nadm. vis. 632 m, dubina 13m)
- Okrugljak (41 ha, nadm. vis. 613 m, dubina 10 m)
- Batinovac (1,5 ha, nad. m. vis. 610 m, dubina 5 m)
- Veliko jezero (2 ha, nad. m. vis. 607 m, dubina 7 m)
- Malo jezero (1ha, nad. m. vis. 605 m, dubina 4,2 m)
- Vir (0,6 ha, nad. m. vis. 598 m, dubina 23 m)
- Milino jezero (vodu pri ma iz Galovca)
- Gradinsko jezero (0,6 ha, nad. m. vis. 556 m, dubina 10 m)
- Veliki Burget (0,6 ha, nad. m. vis. 555 m, dubina 3 m)
- Galovac (12 ha, nad. m. vis. 582 m, dubina 23 m)
- Kozjak (82 ha, nad. m. vis. 535 m, dubina 46 m)
- Milanovac (2,5 ha, nad. m. vis. 532 m, dubina 18 m)
- Gavanovac (0,7 ha, nad. m. vis. 519 m, dubina 10 m)
- Kaluđerovac (2 ha, nad. m. vis. 505 m, dubina 13 m)
- Novakovića Brod (0,4 ha, nad. m. vis. 503 m, dubina 4,5 m)

## Stanovništvo
Prema popisu iz 2021. u Ličko-senjskoj županiji živi 42.748 stanovnika. Ličko-senjska županija je najmanje naseljena županija u državi, gustoća naseljenosti je 2021. bila 7,99 stanovnika po km2. Broj stanovnika županije u stalnom je padu zbog velike prosječne starosti stanovništva te iseljavanja mladih. 
| broj stanovnika | 155467 | 165692 | 155382 | 170084 | 186871 | 182392 | 177055 | 172735 | 130855 | 125677 | 118329 | 106433 | 90836 | 85135 | 53677 | 50927 | 42748 |
|                 | 1857.  | 1869.  | 1880.  | 1890.  | 1900.  | 1910.  | 1921.  | 1931.  | 1948.  | 1953.  | 1961.  | 1971.  | 1981. | 1991. | 2001. | 2011. | 2021. |

- Gradovi:
  - Gospić
  - Novalja
  - Otočac
  - Senj
- Općine:
  - Brinje
  - Donji Lapac
  - Karlobag
  - Lovinac
  - Perušić
  - Plitvička jezera
  - Udbina
  - Vrhovine

| Godina | Stanovništvo | ±%       |
| 1857.  | 155 467      | —        |
| 1869.  | 165 692      | +6,6 %   |
| 1880.  | 155 382      | −6,2 %   |
| 1890.  | 170 084      | +9,5 %   |
| 1900.  | 186 871      | +9,9 %   |
| 1910.  | 182 392      | −2,4 %   |
| 1921.  | 177 055      | −2,9 %   |
| 1931.  | 172 735      | −2,4 %   |
| 1948.  | 130 855      | −24,2 %  |
| 1953.  | 125 677      | −4,0 %   |
| 1961.  | 118 329      | −5,8 %   |
| 1971.  | 106 433      | −10,1 %  |
| 1981.  | 90 836       | −14,7 %  |
| 1991.  | 85 135       | −6,3 %   |
| 2001.  | 53 677       | −37,0 %  |
| 2011.  | 50 927       | −5,1 %   |
| 2021.  | 42 748       | −16,06 % |

## Infrastruktura

### Cestovni promet
Svoj središnji prometni značaj u Republici Hrvatskoj Ličko-senjska županija ostvaruje mrežom razvrstanih javnih cesta u ukupnoj dužini od 1.927,68 km. Na državne ceste otpada 600 km, na županijske 525 km i na lokalne 802 km. Među državnim cestama od posebnog je značaja cesta D1 koja spaja Zagreb sa Splitom i tako predstavlja najvažniju poveznicu sjevera i juga Hrvatske koja poseban značaj zadobiva u turističkoj sezoni. Osim nje, značajne su i državne ceste D8 Jadranska magistrala, D23, D25, D50, D218.
Udio cestovne mreže Ličko-senjske županije u cestovnoj mreži Hrvatske iznosi 6,4 %. Njima na temelju zakonskih odredbi upravljaju Hrvatske autoceste na dionicama autoceste, Hrvatske ceste d.o.o. mrežom županijskih cesta, a održavanje cesta obavlja poduzeće Lika ceste.
Gradnjom autoceste Zagreb – Split kroz Ličko-senjsku županiju županija je ojačala svoj središnji prometni značaj u Hrvatkoj i dobila dodatnu mogućnost gospodarskog razvitka.

### Željeznički promet
U Ličko-senjskoj županiji željeznički promet ima dugu tradiciju. Osnovu željezničkog prometa čini magistralna pomoćna željeznička pruga Ogulin – Knin – Split, poznata Lička pruga izgrađena 1925. koja prolazi područjem Ličko-senjske županije u duljini od 107 km. Osamostaljenjem Republike Hrvatske Lička pruga postala je strategijska odrednica razvoja željezničkog prometa države. Novim ustrojem dražve bio je privremeno napušten unski koridor kao veza sjevera i juga, pa je sveukupni željeznički promet na tom pravcu preuzela Lička pruga. Kako je ova željeznička pruga građena sa skromnim horizontalnim i vertikalnim elementima trase i maksimalne brzine od 70 km/h, tako putovanje na relaciji Zagreb – Gospić traje preko 4 sata.
Stanje objekata na trasi pruge su nezadovoljavajuće. Ratom uništeni i devastirani kolodvorski, stanični i pružni objekti samo su manjim dijelom sanirani. Gotovo su u potpunosti uništene kolodvorske zgrade u Gospiću, a u drugim mjestima minimalno su osposobljene za funkciju.

### Pomorski promet
Tradicija pomorskog prometa vezana je uz nekadašnji značaj luka Karlobaga i Senja. Izgradnjom kvalitetnije infrastrukture i povezivanje luke Rijeka s ostatkom Europe, ove su luke izgubile veće prometno značenje.

### Zračni promet
Na području županije dvije su zračne luke – Udbina i Otočac, koje su korištene za vojne i športske potrebe, kao i dio zračne luke Željava, koja se nalazi uz državnu granicu s Bosnom i Hercegovinom.
Zračna luka Udbina smještena je na rubu Krbavskog polja. Udaljena je od Gospića oko 60 km, a od Plitvičkih jezera nešto manje od 50 km. Uzletno-sletna staza omogućuje polijetanje zrakoplova od 27 t ukupne nosivosti, duljine 28 m i raspona krila 36 m. Zračna se luka može koristiti samo danju.
Zračna luka Otočac nalazi se 4 km jugoistočno od Otočca, na nadmorskoj visini od 463 m s uzletno-sletnom travnatom (stabiliziranom) stazom. Namijenjena je za promet športsko-turističkih zrakoplova, za aviotaksije, jedrilice i rekreaciju.
Zračna luka Željava korištena je ranje isključivo u vojne svrhe. Do rješenja granične linije s Bosnom i Hercegovinom neizvjesna je njezina namjena i korištenje, jer je jedan dio poletnih staza na teritoriju susjedne države.

## Religija
Županija obuhvaća najveći dio teritorija Gospićko-senjske biskupije, kojoj je na čelu biskup Richard Pavlić sa sjedištem u gospićkoj katedrali. U Krasnu se nalazi Svetište Majke Božje od Krasna.

## Povijest
Usprkos ratnom okruženju Hrvatska je 1992. ustrojila novi upravno-administrativni sustav s 20 županija i Gradom Zagrebom. Tad je osnovana i Županija ličko-senjska koja je imala 3.747,65 km² i 71.215 stanovnika. Uz četiri grada, Gospić, Otočac, Pag i Senj u njenom je sastavu bilo pet općina, Brinje, Karlobag, Novalja, Perušić i Vrhovine. Nakon provedenih izbora u veljači 1993. prvu skupštinu Ličko-senjske županije činile su HDZ s 15 osvojenih mjesta, HSS s 2 mjesta i HSLS s 3 osvojena mjesta.
Završetkom Domovinskog rata prišlo se novoj upravno-administrativnoj podjeli Republike Hrvatske pa je tako 1997. proglašen novi zakon o područjima županija, gradova i općina u Republici Hrvatskoj prema kojem Ličko-senjska županija s površinom od 3.350,50 km² postaje najvećom županijom u Hrvatskoj. U njenom sastavu nalaze se od tada četiri grada: Gospić, Otočac, Senj i Novalja u te osam općina, Brinje, Donji Lapac, Karlobag, Lovinac, Perušić, Plitvička Jezera, Udbina i Vrhovine.

## Gospodarstvo

### Statistika (2014.)
Broj obrtnika:  1127
Broj zaposlenih u pravnim osobama:  10 378
Stopa nezaposlenosti: 21,3 % (3.794 osoba)
Udio Županije u broju zaposlenih RH: 0,5 % (FINA)
Udio Županije u broju poduzetnika RH: 0,7 % (FINA)
Uvoz/Izvoz Broj izvoznika Ličko-senjske županije u 2014. godini porastao je za 36,2 % (ukupno 64), odnosno 17 izvoznika više no što ih je bilo u 2013. godini. Rezultat izvoza od 291,3 milijuna kuna u 2014. godini predstavlja povećanje za 84,1 %, s obzirom na prethodno razdoblje. Uvoz bilježi smanjenje od 32,7 % (49,9 milijuna kuna u 2014. godini). U ukupno ostvarenom izvozu Ličko-senjske županije najveći je udio poduzetnika grada Senja 37,8 % (109,9 milijuna kuna). Slijede ih poduzetnici grada Gospića (75,0 milijuna kuna) te općine Udbina (44,4 milijuna kuna).
Broj zaposlenih u pravnim osobama u Ličko-senjskoj županiji u 2014. godini u odnosu na 2013. godinu povećan je za 1,2 % dok je u istom razdoblju na nivou Republike Hrvatske broj zaposlenih u pravnim osobama smanjen za 1,2 %. Porast broja zaposlenih u pravnim osobama u Županiji zabilježen je u djelatnostima poljoprivrede, prerađivačke industrije, prijevoza, ugostiteljstva, trgovine i drugim.

### Djelatnosti

#### Poljoprivreda
Poljoprivredne površine: 2357,4 km² (8,5 % u Hrvatskoj)
Obradive površine: 795,5 km²
Oranice i vrtovi: 242 km²
Livade: 539 km2
Voćnjaci i vinogradi: 14,6 km²
Pašnjaci: 1561,9 km²

#### Šumarstvo
Šume i šumsko zemljište: 3068 km²
Udio drvne industrije u izvozu Županije: 43,72 %
Broj registriranih gospodarskih subjekata: 38
Godišnja proizvodnja pilanskih trupaca u Županiji: ca 180 000 m³

#### Turizam
Broj postelja 2012: 33 831 (3,3 % RH)
Broj dolazaka turista: 493 164 (3,9 % RH)
Broj ostvarenih noćenja: 1 949 651 (3,0 % RH

#### Industrija
Industrija Ličko-senjske županije pretežno se temeljila na preradi sirovinske osnovne agrarno-stočarske i šumarske proizvodnje. Uz njih je, u cilju brže industrijalizacije, 50-tih godina uvedena i metaloprerađivačka, a 70-tih pogoni kemijske industrije. Postojeći industrijski kapaciteti županije uglavnom ne rade i kroz stečajne postupke pokušavaju se iznaći mogućnosti prenamjene, modernizacije i revitalizacije.

## Kultura
Kulturnu djelatnost organiziraju Otvoreno pučko učilište Dr. A. Starčević u Gospiću, Gacko otvoreno pučko učilište u Otočcu, Dom kulture Milutin Cihlar Nehajev u Senju, Muzej Like u Gospiću, koji čuva najveću i najpotpuniju etnološku zbirku u županiji i skrbi o spomeničkoj baštini Like, Državni arhiv u Gospiću, Arheološki i Gradski muzej u Novalji, gradkse knjižnice u Gospiću (s matičnom županijskom knjižnicom), Otočcu i Senju, i općinske narodne knjižnice u Korenici, Udbini, i Brinju. Osebujnu pojavu u kulturnoj infrastrukturi ove županije predstavlja grad Senj kao svojevrsni grad-muzej sa Sakralnom baštinom i Gradskim muzemoj u Senju. Na području županije djeluje 15 kulturno-umjetničkih društava koja njeguju nacionalnu i regionalnu tradiciju. Kulturno bogatstvo Ličko-senjske županije predstavljaju udruge i podružnice Matice hrvatske u Gospiću (s podružnicom u Karlobagu, Perušiću, Korenici i Udbini), Otočcu, Senju i Novalji.
Na području Perušića djeluje HKUD Perušić.

## Administrativna podjela
Županija je podijeljena na 4 grada i 8 općina.
| GospićNovaljaOtočacSenjBrinjeDonji LapacKarlobagLovinacPerušićPlitvička jezeraUdbinaVrhovineclass=notpageimage\| Razmještaj gradskih () i općinskih središta () na zemljovidu Ličko-senjske županije | |
| Gradovi | Općine |
| - Grad Gospić - Grad Novalja - Grad Otočac - Grad Senj | - Općina Brinje - Općina Donji Lapac - Općina Karlobag - Općina Lovinac - Općina Perušić - Općina Plitvička Jezera (sjedište Korenica) - Općina Udbina - Općina Vrhovine |

## Županijska uprava
Sjedište županije je u Gospiću, a Statutom Županije uređeno je njeno ustrojstvo, djelokrug i način rada. Tijela Županije su Županijska skupština kao predstavničko tijelo područne (regionalne) samouprave koja ima 45 članova, od kojih je jedan predsjednik i dva potpredsjednika, Županijsko poglavarstvo i Župan kao izvršna tijela. Županijsko poglavarstvo čine župan i dva zamjenika te deset članova. Za obavljavanje upravnih i i stručnih poslova iz samoupravnog djelokruga županije ustrojeni su upravni odjeli i službe. U Ličko-senjskoj županiji ustrojena su sljedeća upravna tijela: Upravni odjel za gospodarstvo, Upravni odjel za društvene djelatnostii, Tajništvo, Kabinet župana i Zavod za prostorno planiranje, razvoj i zaštitu okoliša.
Poslove državne uprave, koje je do izmjena zakona o sustavu državne uprave 2001. obavljala Županija, od srpnja 2001. obavlja Ured državne uprave u Ličko-senjskoj županiji sa sjedištem u Gospiću. Na čelu Ureda nalazi se predstojnik državne uprave. Unutarnjim ustrojstvom utvrđene su sljedeće ustrojstvene jedinice: Služba za zajedničke poslove, Služba za gospodarstvo, Služba za prostorno uređenje, zaštitu okoliša, graditeljstvo i imovinsko-pravne poslove, Služba za društvene djelatnosti i Služba za opću upravu. Ured je osnovao i ispostave u Otočcu, Senju, Novalji i Korenici.
| Stranke            | Zastupnici |
| ------------------ | ---------- |
| HDZ, HSS, HBS, HSU | 10         |
| LiPO               | 9          |
| HSP                | 5          |
| PH                 | 1          |
| SDP                | 1          |
| SDSS               | 1          |

## Znamenitosti
U Ličko-senjskoj županiji u mjestu Smiljan se nalazi rodna kuća Nikole Tesle s muzejom i edukacijskim centrom.

### Nacionalni parkovi
- Nacionalni park Plitvička jezera
- Nacionalni park Sjeverni Velebit

### Parkovi prirode
- Park prirode Velebit

### Strogi rezervati
- Strogi rezervat Hajdučki i Rožanski kukovi

### Geomorfološki oblici
- Pećinski park Grabovača

## Vanjske poveznice
- Službena stranica županije
- Portal Ličko-senjske županije